# Richtersveld
El Richtersveld és un paisatge muntanyós desert caracteritzat per congostos i altes muntanyes, situat a l'extrem nord-oest de la província del Cap Septentrional de Sud-àfrica.Està inscrit a la llista del Patrimoni de la Humanitat de la UNESCO des del 2007.